# Gonzalo Rodríguez Palmeiro
Gonzalo José Rodríguez Palmeiro, más conocido como Gonzalo Rodríguez, (Santiago de Compostela, España, 18 de junio de 1975) es un entrenador español de baloncesto que  entrenará en la temporada 2025- 2026 al Córdoba Club de Baloncesto de la Segunda FEB.

## Trayectoria
Gonzalo es licenciado en Psicopedagogía y maestro en Educación Primaria, siendo entrenador desde el año 2002, cuando comenzaría a trabajar en la federación gallega de baloncesto y en las canteras del CB Cluny y CB Peleteiro. Inició su carrera como entrenador profesional de baloncesto en el 2007 cuando firmó como entrenador asistente de Felipe Coello en el CB Balneario Archena de la Liga Española de Baloncesto Bronce. 
En la temporada 2008-09, se hace cargo como primer entrenador del CB Balneario Archena de la Liga Española de Baloncesto Bronce.
En la temporada 2009-10, firma como entrenador asistente de Moncho Fernández en el UCAM Murcia CB de Liga ACB.
En la temporada 2010-11, firma por el equipo de su ciudad natal para ser asistente de Moncho Fernández en Liga LEB Oro. En su primera temporada en el conjunto santiagués lograría el ascenso a la Liga ACB y seguiría formando parte del cuerpo técnico durante trece temporadas en la máxima competición del baloncesto nacional.
El 5 de junio de 2024, tras catorce temporadas con Moncho Fernández, le llega la oportunidad de dirigir al Obradoiro Club Amigos del Baloncesto de la Liga LEB Oro.
En diciembre de 2024, Rodríguez fue destituido tras acumular 7 victorias y 5 derrotas al mando del equipo santiagués.
En la temporada 2025-26, se hace cargo como primer entrenador del Córdoba Club de Baloncesto de la Segunda FEB.

## Clubs
- 2007/2008: CB Balneario de Archena. LEB Bronce. (asistente)
- 2008/2009: CB Balneario de Archena. LEB Bronce. (primer entrenador)
- 2009: UCAM Murcia CB. Liga ACB. (asistente)
- 2010/2024: Obradoiro Club Amigos del Baloncesto. Liga ACB. (asistente)
- 2024: Obradoiro Club Amigos del Baloncesto. LEB Oro. (primer entrenador)
- 2025/: Córdoba Club de Baloncesto. Segunda FEB. (primer entrenador)